# Lijst van voetbalinterlands Macau - Pakistan
Deze lijst van voetbalinterlands is een overzicht van alle officiële voetbalwedstrijden tussen de nationale teams van Macau en Pakistan. De landen hebben tot op heden drie keer tegen elkaar gespeeld. De eerste ontmoeting, een kwalificatiewedstrijd voor de Azië Cup 2004, werd gespeeld in Singapore op 21 maart 2003. Het laatste duel, een kwalificatiewedstrijd voor de AFC Challenge Cup 2014, vond plaats op 21 maart 2013 in Bisjkek (Kirgizië).

## Wedstrijden
| № | Plaats    | Datum         | Competitie                          | Wedstrijd        | Uitslag |
| - | --------- | ------------- | ----------------------------------- | ---------------- | ------- |
| 1 | Singapore | 21 maart 2003 | Azië Cup 2004 kwalificatie          | Macau − Pakistan | 0 − 3   |
| 2 | Dhaka     | 6 april 2006  | AFC Challenge Cup 2006              | Pakistan − Macau | 2 − 2   |
| 3 | Bisjkek   | 21 maart 2013 | AFC Challenge Cup 2014 kwalificatie | Pakistan − Macau | 2 − 0   |

## Samenvatting
| Competitie                     | Totaal gespeeld | Winst Macau | Gelijk | Winst Pakistan | Doelsaldo Macau – Pakistan |
| ------------------------------ | --------------- | ----------- | ------ | -------------- | -------------------------- |
| Azië Cup-kwalificatie          | 1               | 0           | 0      | 1              | 0 − 3                      |
| AFC Challenge Cup              | 1               | 0           | 1      | 0              | 2 − 2                      |
| AFC Challenge Cup-kwalificatie | 1               | 0           | 0      | 1              | 0 − 2                      |
| Totaal                         | 3               | 0           | 1      | 2              | 2 − 7                      |

AFM · 
A-internationals · 
Macaus vrouwenelftal
1980 – 1989 · 
1990 – 1999 · 
2000 – 2009 · 
2010 – 2019 ·
2020 − 2029
Bangladesh ·
Bhutan ·
Brunei ·
Cambodja ·
China ·
Filipijnen ·
Guam ·
Hongkong ·
India ·
Irak ·
Japan ·
Kazachstan ·
Kirgizië ·
Koeweit ·
Laos ·
Maleisië ·
Mauritius ·
Mongolië ·
Myanmar ·
Nepal ·
Noord-Korea ·
Oman ·
Pakistan ·
Salomonseilanden ·
Saoedi-Arabië ·
Singapore ·
Sri Lanka ·
Tadzjikistan ·
Taiwan ·
Thailand ·
Vietnam ·
Zuid-Korea
PFF · A-Internationals · Olympisch elftal · Pakistaans vrouwenelftal
1950 – 1959 · 
1960 – 1969 · 
1970 – 1979 · 
1980 – 1989 · 
1990 – 1999 · 
2000 – 2009 · 
2010 – 2019 ·
2020 − 2029
Afghanistan ·
Bahrein ·
Bangladesh ·
Bhutan ·
Brunei ·
Cambodja ·
China ·
Djibouti ·
Filipijnen ·
Guam ·
India ·
Indonesië ·
Irak ·
Iran ·
Israël ·
Japan ·
Jemen ·
Jordanië ·
Kazachstan ·
Kenia ·
Kirgizië ·
Koeweit ·
Libanon ·
Macau ·
Malediven ·
Maleisië ·
Mauritius ·
Myanmar ·
Nepal ·
Noord-Korea ·
Oman ·
Palestina ·
Qatar ·
Saoedi-Arabië ·
Singapore ·
Sri Lanka ·
Syrië ·
Tadzjikistan ·
Taiwan ·
Thailand ·
Turkije ·
Turkmenistan ·
Verenigde Arabische Emiraten ·
Zuid-Korea ·
Zuid-Vietnam